# أغسطس إدوارد هوف لوف
أغسطس إدوارد هوف لوف (بالإنجليزية: Augustus Edward Hough Love) (17 أبريل 1863، ويستون سوبر مير - 05 يونيو 1940، أكسفورد)، هو عالم رياضيات بريطاني، اشتُهر بعمله على النظرية الرياضية للمرونة، وأعمال أخرى.

## روابط خارجية
- أغسطس إدوارد هوف لوف على موقع الموسوعة البريطانية (الإنجليزية)